# Rabesreith
Rabesreith ist eine Ortschaft und eine Katastralgemeinde der Stadtgemeinde Raabs an der Thaya im Bezirk Waidhofen an der Thaya im niederösterreichischen Waldviertel mit 91 Einwohnern (Stand 1. Jänner 2024). Bis Ende 1970 war Rabesreith eine eigenständige Gemeinde.

## Geografie
Das mit einem breiten Anger versehene Dorf wird vom Gaberbach durchflossen. Die Landesstraße L1257 führt durch den Ort. Am 1. April 2020 umfasste die Ortschaft 29 Adressen.

## Geschichte
Das Dorf wurde planmäßig angelegt und im Jahr 1343 erstmals als Rabazreut erwähnt, wobei die Endsilbe -reuth auf die damals erfolgte Rodung verweist. Der Ort bestand damals aus 15 Lehen und 5 Hofstätten, die bis heute den Kern des Ortes ausmachen.
Im Jahr 1822 wurde der Ort als Dorf mit 26 Häusern genannt, das nach Großau eingepfarrt war, wohin auch die Kinder eingeschult wurden. Die Herrschaft Drosendorf besaß die Ortsobrigkeit, übte die Landgerichtsbarkeit aus, besorgte die Konskription und hatte die Grundherrschaft inne. Laut Adressbuch von Österreich waren im Jahr 1938 in der Ortsgemeinde Rabesreith ein Gastwirt, ein Schmied und zahlreiche Landwirte ansässig. Zur Gemeinde Rabesreith gehörten seit 1850 auch Luden, Nonndorf und Schaditz, bis sich diese Gemeinde per 1. Jänner 1971 der Stadtgemeinde Rabbs an der Thaya anschloss.

## Siedlungsentwicklung
Zum Jahreswechsel 1979/1980 befanden sich in der Katastralgemeinde Rabesreith insgesamt 53 Bauflächen mit 31.424 m² und 73 Gärten auf 32.700 m², 1989/1990 gab es 54 Bauflächen. 1999/2000 war die Zahl der Bauflächen auf 119 angewachsen und 2009/2010 bestanden 55 Gebäude auf 124 Bauflächen.

## Bodennutzung
Die Katastralgemeinde ist landwirtschaftlich geprägt. 394 Hektar wurden zum Jahreswechsel 1979/1980 landwirtschaftlich genutzt und 5 Hektar waren forstwirtschaftlich geführte Waldflächen. 1999/2000 wurde auf 390 Hektar Landwirtschaft betrieben und 6 Hektar waren als forstwirtschaftlich genutzte Flächen ausgewiesen. Ende 2018 waren 386 Hektar als landwirtschaftliche Flächen genutzt und Forstwirtschaft wurde auf 6 Hektar betrieben. Die durchschnittliche Bodenklimazahl von Rabesreith beträgt 47,7 (Stand 2010).